# Boleslav Jablonský

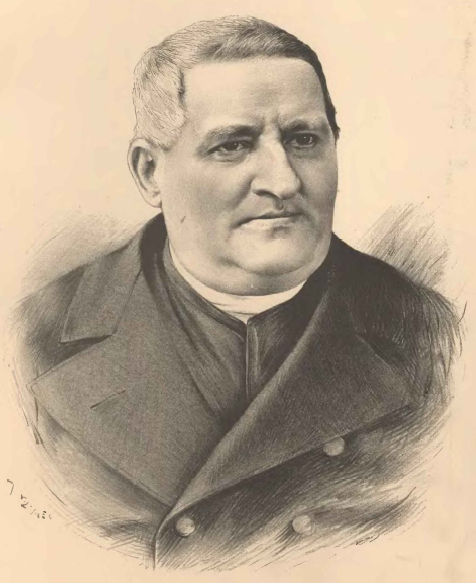
Boleslav Jablonský.

Boleslav Jablonský (pseudonym för Karel Eugen Tupý), född 14 januari 1813 i Kardašova Řečice, död 27 februari 1881 i Zwierzyniec vid Kraków, var en tjeckisk författare. 
Jablonský prästvigdes 1841 samt blev 1847 abbot i Krakóws premonstratenserkloster, folkskoleinspektör och vice dekanus. 
Hans första diktsamlingar Pisně milosti (Nådens sånger) och Moudrost otcovska (Faderlig vishet) gjorde honom med ens mycket populär som lyriker.